# Lijst van rijksmonumenten in Aartswoud
De plaats Aartswoud telt 8 inschrijvingen in het rijksmonumentenregister. Hieronder een overzicht.
| Object | Oorspronkelijke functie?  | Bouwjaar               | Architect | Locatie             | Coördinaten?                  | Nr.?   | Afbeelding                                                                             |
| --- | ------------------------- | ---------------------- | --------- | ------------------- | ----------------------------- | ------ | -------------------------------------------------------------------------------------- |
| Hervormde Kerk | Kerk en kerkonderdeel     | 1884                   |           | Schoolstraat 45     | 52° 44' 37" NB, 4° 56' 57" OL | 31783  | Meer afbeeldingen                                                                      |
| Toren van de Hervormde Kerk                                                                                             | Kerk en kerkonderdeel     | laatste helft 16e eeuw |           | Schoolstraat bij 45 | 52° 44' 37" NB, 4° 56' 57" OL | 31785  | Meer afbeeldingen                                                                      |
| Stolphoeve met ver uitgebouwd vooreind; de geveltop onlangs voorzien van een houten beschieting, de vensters met luiken | Boerderij                 | 18e-19e eeuw           |           | Schoolstraat 4      | 52° 44' 18" NB, 4° 56' 53" OL | 31786  | Meer afbeeldingen                                                                      |
| Westuit Nr. 7 | Industrie- en poldermolen | 1585                   |           | Kolkweg 2           | 52° 44' 60" NB, 4° 58' 23" OL | 31787  | Meer afbeeldingen                                                                      |
| Terrein waarin sporen van bewoning                                                                                      | Archeologisch monument    | Laat-Neolithicum       |           |                     | 52° 44' 44" NB, 4° 58' 2" OL  | 47127  | Upload foto                                                                            |
| Voormalige pastorie | Kerkelijke dienstwoning   | 1872                   |           | Schoolstraat 47     | 52° 44' 39" NB, 4° 56' 58" OL | 510437 | Voormalige pastorie                                                                    |
| Bijgebouw aan de westzijde van de voormalige pastorie met aanbouw aan de noordwesthoek                                  | Kerkelijke dienstwoning   | 1872                   |           | Schoolstraat bij 47 | 52° 44' 39" NB, 4° 56' 58" OL | 510438 | Bijgebouw aan de westzijde van de voormalige pastorie met aanbouw aan de noordwesthoek |
| Kop-rompboerderij met bijbehorend hek                                                                                   | Boerderij                 | 1922                   |           | Schoolstraat 43     | 52° 44' 36" NB, 4° 56' 57" OL | 510443 | Kop-rompboerderij met bijbehorend hek                                                  |